# ハリー・S・トルーマン
ハリー・S・トルーマン（英語: Harry S. Truman、1884年5月8日 - 1972年12月26日）は、アメリカ合衆国の政治家。同国第33代大統領（在任：1945年4月12日 - 1953年1月20日）。ミズーリ州選出連邦上院議員、副大統領を歴任し、大統領に昇格した。第二次世界大戦終結当時の大統領である。

## 概説
1945年4月12日のフランクリン・ルーズベルトの死去を受けて副大統領から大統領に昇格した。白人至上主義者団体クー・クラックス・クラン（KKK）への加入歴もあるが、全米有色人種地位向上協会で演説を行い、公民権運動を支援した最初の大統領である。第二次世界大戦の終了から冷戦の始まりに関与し、NATO・CIA・NSA・国防総省を創設した。日本への原子爆弾投下について、投下書類（投下命令書）を承認したとされているが、トルーマンによる正式な承認は記録されていない。英語での発音は「トゥルーマン」に近い。

## 生涯

### 生い立ち
1884年5月8日、ミズーリ州ラマーにてジョン・アンダーソン・トルーマンとマーサ・エレン・ヤングの息子として誕生した。トルーマンが6歳の時に彼の親はミズーリ州インディペンデンスに引っ越し、そこで人格形成の時期の大部分を費やした。1901年に高校を卒業し、その後銀行の事務職に就いたが、1906年に父親を手伝うために就農した。トルーマンは大学卒業以上の学歴を持たない最後の大統領だった。

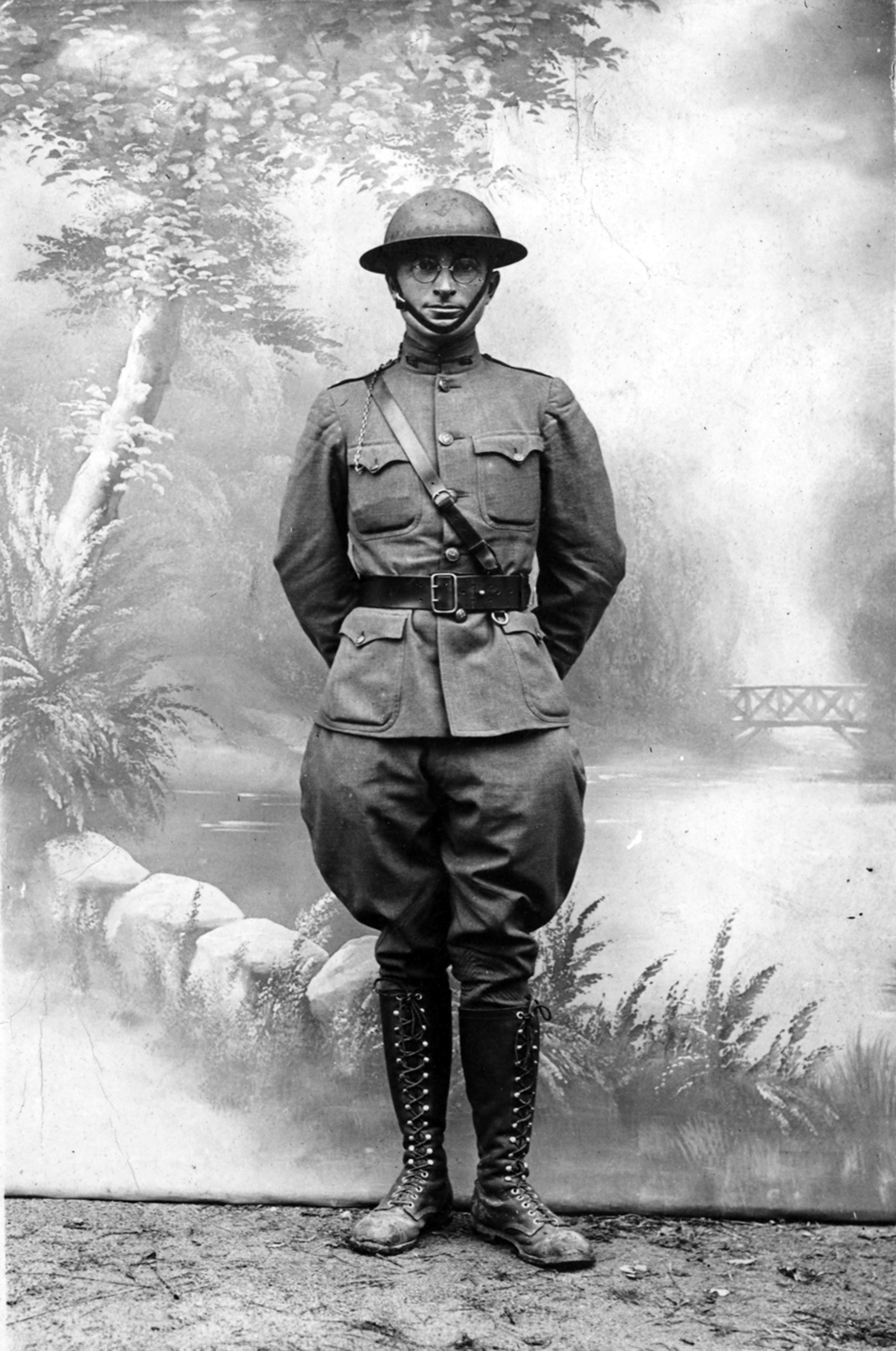
1918年

第一次世界大戦へのアメリカの参戦に際して、トルーマンは州兵に参加して士官となり、フランスで大戦の休戦時まで、大尉として砲兵部隊を指揮した。戦争終結後はインデペンデンスに戻り、長年の恋人であるベス・ウォーレスと1919年に結婚した。その後、1人娘のマーガレットをもうけた。
トルーマンは最初の選挙戦に於いて、当時勢いを増していたクー・クラックス・クラン（白人至上主義団体、KKK）の支援を得るため同団体に加入した。しかしKKKが提示したカトリック教徒とユダヤ人の雇用の禁止に反対し、すぐに脱退した。衣類販売業を共同で行った戦友であり、クラーク・クリフォードと共に後のトルーマンのイスラエル建国の承認に大きく役割を果たすユダヤ人のエドワード・ジェイコブソンとの友情を保つことは、トルーマンとユダヤ人との複雑な関係のスタートだった。

### カウンティ・ジャッジ
1922年、カンザスシティの民主党員トム・ペンダーガストの支援を受け、ジャクソン郡のカウンティ・ジャッジ（司法官ではなく、他の2人のカウンティ・ジャッジと共に郡政府の責任者となる行政官）に選任され、1923年1月から同職を務めた。1924年の再選には失敗したが、1926年には再び選任された。
カウンティ・ジャッジとしての主な業績の1つは道路の改良であった。トルーマンは計画案を作成し、資金提供のための債券発行を承認した。彼が離任するまでにジャクソン郡には200マイル以上の新しいコンクリートの道路が完成していた。

## 政治経歴
1934年、トム・ペンダーガストはトルーマンをミズーリの上院議員として選出するために支援した。選挙戦は激烈で、トルーマンは4万票を得て予備選挙を勝ち抜いた。ミズーリで民主党の予備選挙を勝ち抜くことは本選挙で勝つことよりも困難なことであった。
上院議員に当選したトルーマンはルーズベルト大統領のニューディール政策を支持して活動した。その後1940年には再選に挑んだが、既にペンダーガスト機械は倒産し、その支援無しで選挙を戦わなければならなかった。
再選後の1941年には軍事費の不正使用に関して調査報告を行い、「トルーマン委員会」が設立された。その後の委員会の調査報告で150億ドル近い浪費が押さえられ、第二次世界大戦に突入したアメリカにおいて、トルーマンの知名度は全国的に上昇した。
1944年アメリカ合衆国大統領選挙が近づくと共にトルーマンは副大統領候補としてその名が浮上し、党大会によって指名された。ルーズベルトは戦時指導者として高い評価を受けて先例の無い4選を果たし、それに伴いトルーマンは副大統領に就任した。
しかし重い障害を持ちながら戦争中を通じて世界中を飛び回り、体調が悪い中で戦争終結に向けてヤルタ会談に参加するなど、心身に負担をかけ続けたルーズベルト大統領が1945年4月12日に急死し、トルーマンは大統領に昇格した。副大統領としての任期は僅か82日間であった。トルーマンは就任初日の気持ちを自身の日記に「私の肩にアメリカのトップとしての重荷がのしかかってきた。第一私は戦争の詳細について聞かされていないし、外交にもまだ自信が無い。軍が私をどう見ているのか心配だ。」と記していた。

### 大統領職

#### 第二次世界大戦

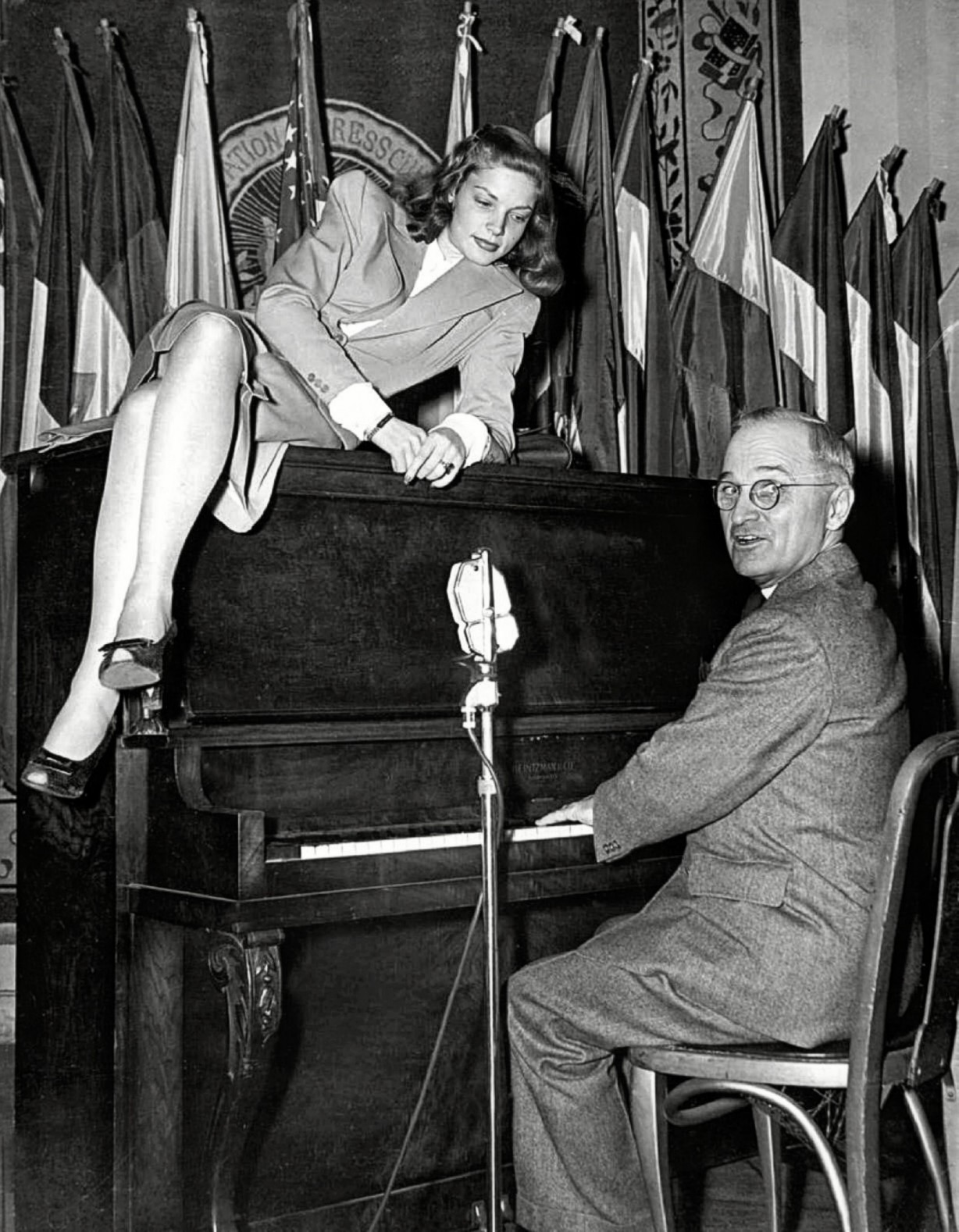
副大統領時代のトルーマン。ピアノの上にいる女性は女優のローレン・バコールである。なおトルーマンはピアニストになるのが夢であった（1945年2月10日・ワシントンD.C.のナショナル・プレス・クラブにて）。

大統領に就任してから終戦にかけてのトルーマンは外交政策に没頭した。前述の通りトルーマンは外交経験が全く無い上に、ルーズベルト大統領とは僅か1度しか会っておらず、戦争の進捗・内部の情報は全く聞かされていなかった。この当時ヨーロッパ戦線ではナチス率いるドイツが降伏間近で、アジア・太平洋戦線でも連合国軍が日本を追い詰め、戦争をどう終わらせるか舵取りが求められていた。
トルーマンが大統領に就任した時に知らされたのが、ヤルタ会談での秘密協定と新型爆弾（原子爆弾）の開発状況であった。しかし当時のトルーマンは前述した戦争の進捗整理・外交関係で手一杯であった為、トルーマンは「報告書を見るのは嫌いだ。」と言って新型爆弾の開発には興味を示さなかった。
また、戦後の国際秩序を決めるソビエト連邦など連合国との駆け引きがトルーマンの肩に乗し掛かっていた。1945年7月にはポツダム会談に参加した。7月26日にはアメリカ合衆国・イギリス・中華民国の3カ国による「ポツダム宣言」が発表されたが、3カ国代表のサインはトルーマンによって書き上げられた物であった。それには、日ソ中立条約を締結しているソ連抜きで戦争に勝利したい意図があった。
1945年7月に国務長官となったジェームズ・F・バーンズは、天皇制の護持が受け入れられれば日本には終戦交渉の余地があるとするジョセフ・グルー国務次官ら三人委員会とは正反対の路線であり、三人委員会の提言を独断で黙殺して東ヨーロッパで覇権を強めるソ連を牽制するために、日本に対する原爆攻撃を支持し、原爆の使用を強く大統領に進言した。「一発で都市を吹っ飛ばせる兵器を我々アメリカが所有していることを事前警告すべきである。それでも降伏しなければ原爆を投下すると日本政府に伝えるべきだ」と主張し、無警告の原爆投下に反対を訴えたジョン・マックロイ陸軍次官に対して、「それはアメリカの弱さを示すものだ、原爆投下前に天皇制を保証し降伏を呼びかけるのは反対だ」と述べる。
戦争に勝てないと判断した大日本帝国政府は、7月12日にソ連にいる日本特命全権大使（佐藤尚武）宛てに、ソ連に和平の仲介を依頼する特使を派遣する予定であることを伝えるよう打電した。そのパープル暗号電報は即座に解読され、トルーマンに知らされた。トルーマンは、大日本帝国政府が和平の動きに出たことを知っていたことになる。ポツダム入りしたアメリカ陸海空軍参謀本部は首脳会談の前に合同会議を持ち、「ソ連が参戦する予定であることと、天皇制存続を認めれば、日本の降伏は今日にでもありうる。日本は既に壊滅状態で原爆を使う必要は無く、警告すれば十分」との結論を出した。しかしトルーマンは、その結論を信用しなかった。
バーンズは原爆の力を使えば、ソ連に加勢してもらわなくても本土上陸作戦の前に日本を降伏させることができると考えた。もしそうなれば、戦後の世界でソ連の力を抑えることもできるし、ベストの結果となろう。しかしこのタイミングで日本の降伏条件を緩和した場合、日本が降伏してしまい、原爆投下の機会を逸することをバーンズは恐れた。そこで「降伏条件の緩和で日本の降伏を促進する」という路線については「原爆投下までは棚上げすべし」とトルーマンに説き、大統領を味方につけることに成功した。こうしてトルーマン政権は「降伏条件を緩和することで、日本の降伏を促進すべし」と説くグルーやスティムソン陸軍長官派と、「原爆を投下し、その威力を示すまでは、降伏条件を緩和すべきでない」とするバーンズとトルーマンの派とに分裂することになった。
スティムソンは代表団員から外されていたにもかかわらず、別便のマルセイユ行きの陸軍輸送船に乗り、ポツダムに向かった。ポツダムでトルーマンに再会したスティムソンは、天皇制の存置を保証する一文を復活させるように説得を試みた。しかしトルーマンは頑として応じず、スティムソンに対して「気に入らなければ荷物をまとめて帰ったらいい」とまで言い放ったという。
トルーマンは7月17日にソ連のヨシフ・スターリン書記長と事前の打ち合わせをした際、スターリンからソ連が（ヤルタ会談での密約通り）8月15日に対日宣戦布告すると聞かされた。その日トルーマンが妻に書いた手紙では、「戦争はこれで一年以内に終わるであろう」と安堵の気持ちを述べていた。しかし、トルーマンは7月16日のトリニティ実験の詳細結果を聞いたときに態度を一変し、ソ連に対して強硬路線を取るようになった。
トリニティ実験から8日後にスティムソンがトルーマンの元を訪ね、京都を原子爆弾投下の目標から外すように言ってきた。原爆投下の目標委員会やマンハッタン計画の責任者であるレスリー・グローブスらが、京都を目標の一つとして選定したことを憂慮したものである。スティムソンは、かつて京都を2度訪れたことがあり、京都を破壊すれば文化的・宗教的重要性から日本人の恨みを買い戦後政策に影響を及ぼしかねないことを案じたためである。トルーマンの7月25日の日記には「原爆の投下場所は軍事基地のみに限る」と書いてあった。歴史家のアレックス・ウェラースタインは、トルーマンが、スチムソンとの話を通じて京都と広島の差異を勝手に拡大解釈し、広島に多くの一般市民はいないと思い込んでしまった可能性があることを、唱えている。スティムソンとの協議の結果、京都は外されたが、他の小倉・広島・新潟が外されることはなかった。
戦後、原爆被害の重大さが知られるにつれ、当時の陸軍長官であったスチムソンは原爆投下理由の説明を迫られ、ようやく1947年になって、これを日本の抵抗が長引けばさらに百万人の米兵の生命が失われるとの報告を受けたためとした。トルーマンもこの説明を踏襲した。こうしてトルーマン自身は生涯原爆投下を正当化した。ウェラースタインのような実証主義的な歴史家の間ではもう単純な見方はされていないとされるが、アメリカ一般ではこの説明が一般化し、未だに「戦争を早期終結に導きアメリカ将兵の命を救った大統領」という評価が根強い。
陸軍の完全な機密保持下に行われた原爆開発は戦後見直しを図られ、トルーマンは1945年10月に議会に対し、原子力に関する教書を送った。それは原子力開発に関する管理体制についての物であった。翌年の8月には原子力法案が成立し、原子力委員会（AEC, United States Atomic Energy Commission）が作られた。1953年1月7日にトルーマンは水素爆弾の開発を発表した。

#### 対ソ・対中政策
日本の領土を少しでも多く略奪することを画策していたスターリンは南樺太や千島列島に加えて、北海道北部（留萌市から釧路市を結ぶ線から北東側全域。留萌市・釧路市については分割せずソ連が占領する。）をも併合しようとする案をトルーマンに申し入れていたものの、トルーマンはこの提案を拒否した。
第二次世界大戦後、スターリン率いるソ連が東ヨーロッパを中心に勢力を拡大しているということに気付いたトルーマンは、ソ連に対して強硬路線を取ることを明確にした。また、ウッドロウ・ウィルソンとルーズベルト前大統領の意を継いで国際連合の設立を強く支援し、前ファーストレディのエレノア・ルーズベルトを含む代表団を最初の国際連合総会に派遣した。彼の外交知識を疑う者もいたが、マーシャル・プランに対する広い支援の獲得と、トルーマン・ドクトリンによってNATOを設立してヨーロッパにおけるソ連の軍事力を牽制し、外交面での成果を上げた。トルーマンの基本方針は東西冷戦の開始に伴う共産主義封じ込め政策だったが、ソ連と同じ共産圏ながらスターリンと対立していたユーゴスラビアのヨシップ・ブロズ・チトー政権には軍事援助と経済支援を行った。また、国家安全保障法の制定によって国家安全保障会議（NSC）・中央情報局（CIA）・国防総省を創設して冷戦時代における対外政策の決定に必要な各省の情報収集活動を統合した。
アメリカは蔣介石政権崩壊・中国共産党拡大防止対策を行い、トルーマン政権のアジア政策も対中政策を最も重要視し、双十協定を仲介するなど国共内戦の調停を成立させることによって中国の「大国化｣を達成しようとした。したがって、トルーマン政権の対中政策は、「ルーズベルトの戦後構想」を基調とするものとして始まったと言える。12月15日に対中戦後政策に関する包括的な公式声明を発した。その内容は以下の通りである。
1. 中国共産党を含めた国民党主導下の統一政府樹立。
2. 共産党軍の国民党軍への編入。
3. 安定政権の基礎づくりのため、土地改革を初めとする社会改革への着手の諸点を要求する。
4. 以上が実行されない場合、アメリカは対中援助の拒否権を使用すること。

同声明は以上の4つから成り立っていた。しかしルーズベルトが大きな支持を与え、自らの利権もあり親密な関係を保っていた中華民国の蔣介石との折り合いが悪く、蔣介石は後に国共内戦を始めてしまう。トルーマンは8月10日に蔣介石にその行動を非難するメッセージを送り、国内問題の早急な平和的解決への努力を要請し再度、中国国民党と中国共産党の政治的和解こそが中国の再建という大事業を可能にさせるのであり、「中国全土に広がる内戦の危機の脅威を速やかに除去することができるならば、アメリカは中国の工業および農業改革の復興を援助する計画を実行に移すことになろう」と警告を発したが、それも何ら効力を発揮すること無く国民党の軍事攻勢は続けられた。
さらに12月18日に「対中政策」を発表し、アメリカは中国の内戦に巻き込まれることを避けつつ、中国国民が中国に平和と経済復興をもたらすのを援助するだけであるとして、国民党と共産党の和平を仲介させていたジョージ・マーシャル将軍の召喚と中国の内戦に関わる一切の行為からのアメリカの撤退を表明したのであり、アチソンによれば「中国で内戦が再開されたならば国民政府とは関係を維持しつつ、合衆国兵力を中国から撤収し、物質的援助を停止することを考慮する」とし、「もしソ連が中国共産党を支持することになった場合には合衆国は政策を大幅に再検討することが必要になろう」というものであった。1947年に入るとマーシャル・ミッションの失敗によって、中国の「大国化」が事実上失敗したことが明らかになりつつあった。
アメリカは失敗の原因として蔣介石の率いる国民党政権の無能や腐敗を指摘し、中国問題に距離を置き、後に蔣介石率いる国民党への支援を事実上断ち切った。その代わりに国務省は中国の代わりとなる国を探し始め、アジアの経済発展における日本の重要性が強調されるようになる。その結果ソ連の支持を受けていた毛沢東率いる共産党が国共内戦に勝利し、1949年10月1日に中華人民共和国が設立され、蔣介石は台湾に遷都することとなった。
トルーマン政権は蔣介石率いる国民党政権の無能ぶりを厳しく批判しており、CIAの見通しではアメリカの介入が無ければ、1950年中に台湾も共産党の手に落ちるであろうと予測していた。1950年1月5日には台湾不干渉声明を発表していたが（後にアチソン・ラインとして定義される）、このころになると、トルーマン政権の無策が中国を共産圏に追いやったとの批判（中国の喪失論）が共和党を中心に各方面から噴出し、このままむざむざ台湾を共産党側に渡すことに反対する意見が高まってきており、蔣介石はアメリカの態度好転に期待を繋いでいた。朝鮮戦争開戦から2日後の同年6月27日に台湾海峡の中立化を名目に第7艦隊を派遣した。

#### 再選

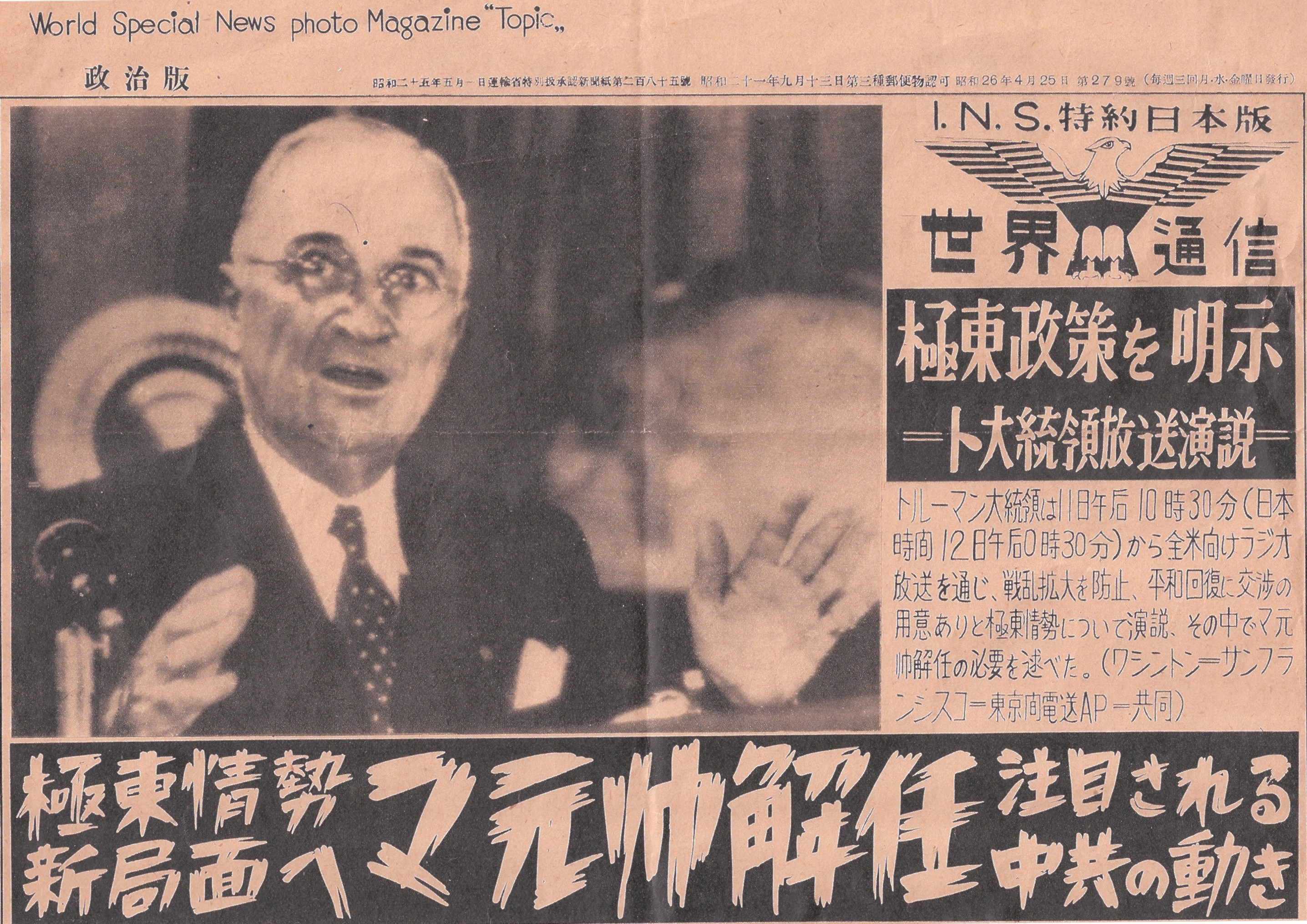
朝鮮戦争時、極東情勢について演説・マッカーサー解任の必要を述べるトルーマン。（世界通信より）

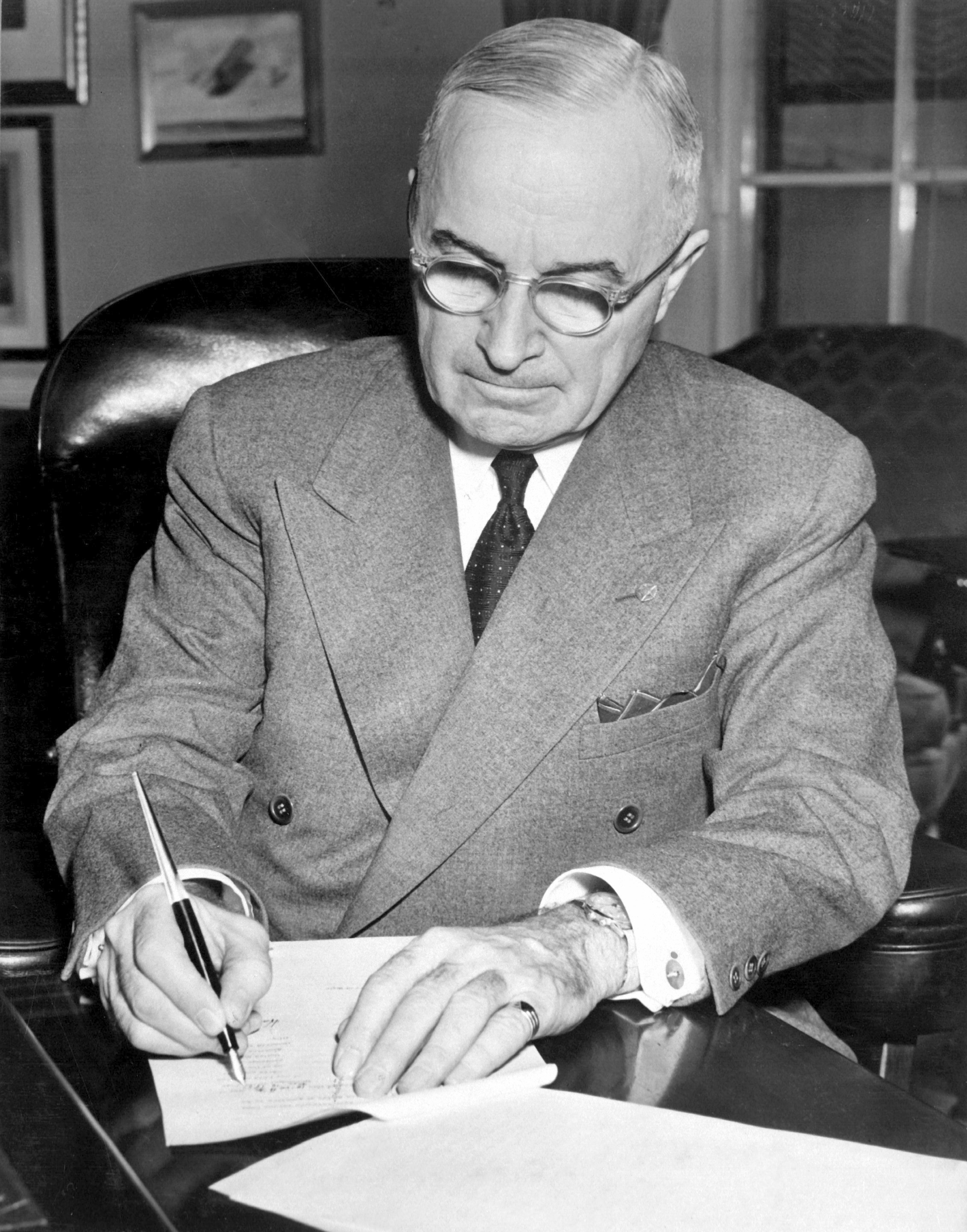
朝鮮戦争への介入を宣言する宣誓書へのサイン

1948年アメリカ合衆国大統領選挙でトルーマンは自身の政策を「フェアディール政策」と呼び、民主党員としてルーズベルトのニューディール政策を受け継ぐ立場であることを強調した。その政策は社会保障、公民権、タフト・ハートレー法の撤廃などを内容とするものであった。
トルーマンの敗北が広く予想されたが、トルーマンは猛烈にキャンペーンを行い、共和党候補トマス・E・デューイを破り、真の大統領としての任期を得、大統領選挙史上で最も大きな混乱のうちの一つを切り抜けた。シカゴ・トリビューン紙は混乱した大統領選挙の結果を「デューイ、トルーマンを破る」との見出しで誤報した。その見出しをトルーマン本人が掲げて笑うスナップは有名である。

#### 朝鮮戦争
2期目の就任直後にトルーマンはフェアディールの諸政策を議会に提示したが、議会多数を占める共和党や当時は人種差別に肯定的な立場だった民主党の保守派には受け入れられなかった。その後の朝鮮戦争の勃発で、再び外交政策へ注力せざるを得なかった。
国連軍総司令官のダグラス・マッカーサーによる仁川上陸作戦と、その後の国連軍の猛攻を受けて金日成は中華人民共和国に事実上亡命して韓国に侵攻していた北朝鮮の朝鮮人民軍は壊滅的な状態であり、戦争は北朝鮮の消滅で終結するかと思われたが、中華人民共和国から義勇兵と称する中国人民志願軍の本格参戦を受けて国連軍は元の38度線近くまで押し返された。

#### シビリアンコントロール
1950年11月、マッカーサーは戦況の膠着状態を打開すべく中国大陸への核攻撃を主張するも、日本への原爆投下とは異なり、中華人民共和国との本土決戦は中ソ友好同盟相互援助条約を締結しているソ連との核戦争を招いて第三次世界大戦が起きる可能性もあることだけで無く、単なる「軍人」でありながら自らの範疇を超えて指導者のように主張するマッカーサーを危険視して解任した。
これは後に「シビリアン・コントロールの模範例」として称賛されることもあったが、結果的にトルーマンの支持率に大きく影響した。中華人民共和国への弱腰姿勢・朝鮮戦争の休戦協議の停滞・ベトナムのフランスからの独立運動などによる人気の低下で、再選の可能性がわずかになったことを悟ったトルーマンは次の大統領選挙の不出馬を決定し、1952年アメリカ合衆国大統領選挙での民主党の大統領候補はアドレー・スティーブンソンに決定した。

#### 首席補佐官
1946年に大統領首席補佐官を創設し、この官職にジョン・スティールマンが任命された。

#### ブレア・ハウス
他の大統領と異なり、トルーマンはその任期中のほとんどをホワイトハウスで過ごさなかった。ホワイトハウスはその構造分析で1812年戦争でのイギリス軍による火災が原因で崩落の危険が示されて改築を行うことになり、コンクリートと鋼材を使用して基礎部分から再建された。再建で造られた新しいバルコニーは現在トルーマン・バルコニーとして知られている。ホワイトハウスの改築中は近くのブレア・ハウスがトルーマンにとってのホワイトハウスとなった。
1950年11月1日午後2時過ぎに、トルーマンがブレア・ハウスに滞在していた時にプエルトリコの急進的なナショナリストのグリセリオ・トレソーラとオスカー・コラッツオが大統領の暗殺を試みた。しかし、警察官とシークレットサービスによって阻まれて未遂に終わった。トレソーラは警察官3名を銃撃したが射殺され、銃撃を受けた警察官の1名は病院で死亡した。コラッツオは負傷したが身柄を確保されて裁判後に服役した。

#### 内閣
| 職名         | 氏名                               | 任期                          |
| ------------ | ---------------------------------- | ----------------------------- |
| 大統領       | ハリー・S・トルーマン              | 1945年4月12日 - 1953年1月20日 |
| 副大統領     | 不在                               | 1945年 - 1949年               |
| 副大統領     | アルバン・W・バークリー            | 1949年 - 1953年               |
| 国務長官     | エドワード・ステティニアス         | 1945年                        |
| 国務長官     | ジェームズ・F・バーンズ            | 1945年 - 1947年               |
| 国務長官     | ジョージ・マーシャル               | 1947年 - 1949年               |
| 国務長官     | ディーン・アチソン                 | 1949年 - 1953年               |
| 財務長官     | ヘンリー・モーゲンソウ・ジュニア   | 1945年                        |
| 財務長官     | フレデリック・ヴィンソン           | 1945年 - 1946年               |
| 財務長官     | ジョン・スナイダー                 | 1946年 - 1953年               |
| 陸軍長官     | ヘンリー・スティムソン             | 1945年                        |
| 陸軍長官     | ロバート・ポーター・パターソン     | 1945年 - 1947年               |
| 陸軍長官     | ケネス・クレイボーン・ロイヤル     | 1947年                        |
| 国防長官     | ジェームズ・V・フォレスタル        | 1947年 - 1949年               |
| 国防長官     | ルイス・A・ジョンソン              | 1949年 - 1950年               |
| 国防長官     | ジョージ・C・マーシャル            | 1950年 - 1951年               |
| 国防長官     | ロバート・A・ラヴェット            | 1951年 - 1953年               |
| 司法長官     | フランシス・ビドル                 | 1945年                        |
| 司法長官     | トム・C・クラーク                  | 1945年 - 1949年               |
| 司法長官     | J・ハワード・マクグラース          | 1949年 - 1952年               |
| 司法長官     | ジェームズ・P・マクグラネリー      | 1952年 - 1953年               |
| 郵政公社総裁 | フランク・C・ウォーカー            | 1945年                        |
| 郵政公社総裁 | ロバート・E・ヘネガン              | 1945年 - 1947年               |
| 郵政公社総裁 | ジェシー・M・ドナルドソン          | 1947年 - 1953年               |
| 海軍長官     | ジェームズ・V・フォレスタル        | 1945年 - 1947年               |
| 内務長官     | ハロルド・L・アイクス              | 1945年 - 1946年               |
| 内務長官     | ジュリウス・A・クルーグ            |                               |
| 内務長官     | オスカー・L・チャップマン          | 1949年 - 1953年               |
| 農務長官     | クロード・レイモンド・ウィッカード | 1945年                        |
| 農務長官     | クリントン・プレスバ・アンダーソン | 1945年 - 1948年               |
| 農務長官     | チャールズ・フランクリン・ブラナン | 1948年 - 1953年               |
| 商務長官     | ヘンリー・A・ウォレス              | 1945年 - 1946年               |
| 商務長官     | W・アヴェレル・ハリマン            | 1946年 - 1948年               |
| 商務長官     | チャールズ・W・ソウヤー            | 1948年 - 1953年               |
| 労働長官     | フランシス・パーキンス             | 1945年                        |
| 労働長官     | ルイス・B・シュウェレンバック      | 1945年 - 1948年               |
| 労働長官     | モーリス・J・トービン              | 1948年 - 1953年               |

## 大統領退任後

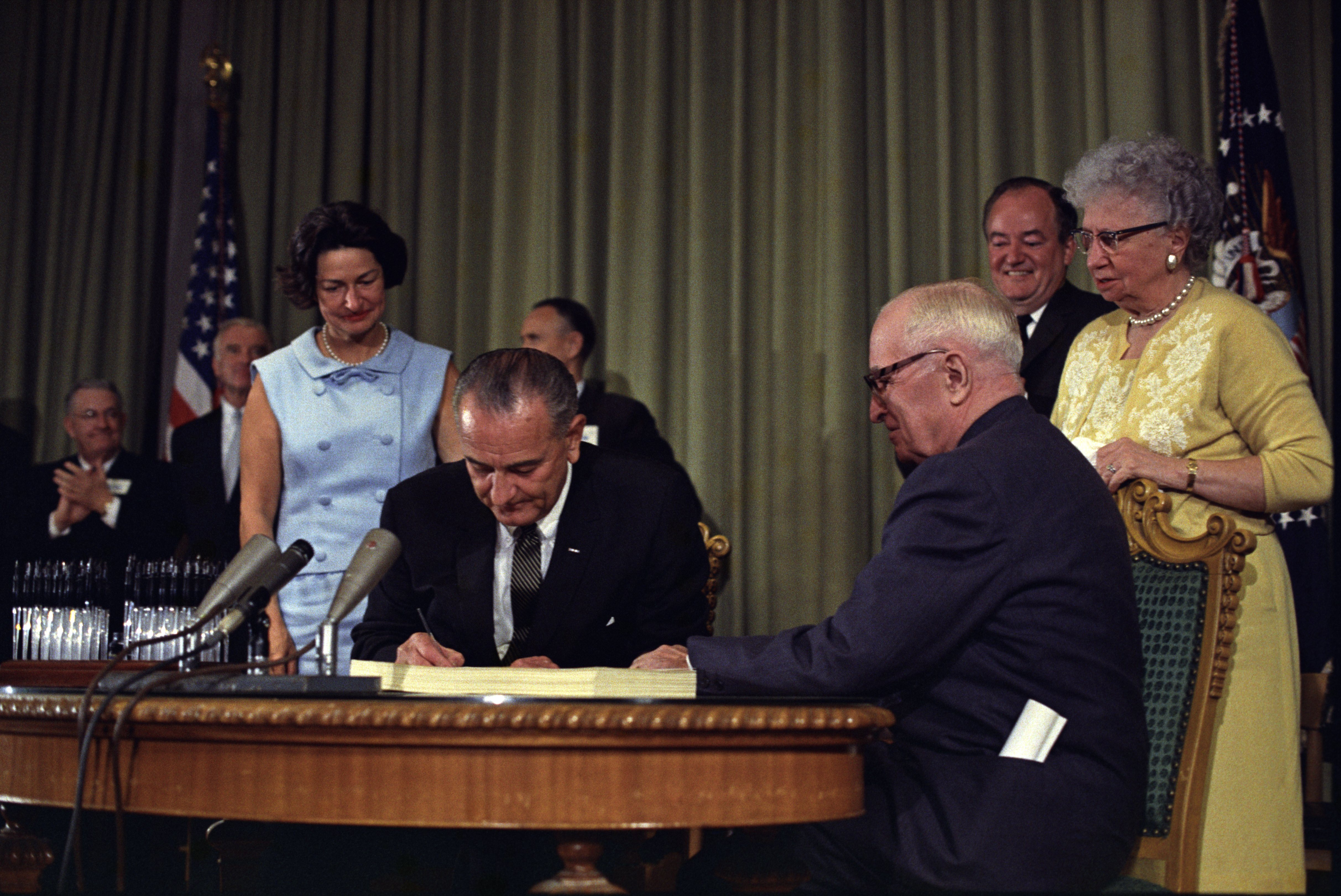
ジョンソン大統領と共にメディケア・ビルの署名を行うトルーマン夫妻。（1965年7月30日）

退任時には、収入が無くなり経済的に困窮したことから大統領の年金制度が創設された。トルーマンはワシントンD.C.からミズーリ州インデペンデンスの自宅に戻った後、数多くの講演を行い、回想録を執筆した。
1964年、自宅のバスルームでの転倒事故が原因で半身不随となり、大統領図書館で毎日の仕事を継続することが困難となった。1972年12月26日午前7時50分（日本時間午後10時50分）にミズーリ州カンザスシティにて88歳で死去した。なお遺体は28日に大統領図書館の庭に埋葬された。
当時アメリカはベトナム戦争とウォーターゲート事件で揺れ動いていたが、トルーマンは偉大な元大統領としての評判を受けた。ポップ・グループ「シカゴ」のロバート・ラムは死を悼み、トルーマンについての歌「Harry Truman（邦題は「拝啓トルーマン大統領」）」を書いた。なお、同曲のシングルはアメリカのビルボードホット100で最高位13位を記録している。
ニミッツ級航空母艦の8番艦ハリー・S・トルーマン（USS Harry S. Truman, CVN-75) はトルーマンの名に因んで命名した。

## 日本への原爆投下に関して

### 批判
原爆投下強硬派であるバーンズに同調してトルーマンが原爆投下を承認した事に対して、当時の一般のアメリカ国民の支持率は85％だったが、トルーマンと政治的に対立する立場だった共和党や民主党和平派からは酷評があったという。
※原爆投下に対する批判のコメントや歴史上の評価については、『アメリカ側の原爆投下に対するコメント』『評価・歴史認識』を参照。
- ハーバート・フーヴァー[注釈 3]は「裏切られた自由」で、日本への原爆投下は「トルーマン大統領が人道に反して、日本に対して原爆を投下するように命じたことは、アメリカの政治家の質を疑わせるものである。日本は繰り返し和平を求める意向を示していた。これはアメリカの歴史において未曾有の残虐行為だった。アメリカ国民の良心を永遠に責むものである」と批判している。

- ドワイト・D・アイゼンハワーは戦後になって自身の回想録等でスティムソン陸軍長官に対し広島投下前に原爆使用に反対したと主張している[25]。アイゼンハワーは原爆使用に反対した理由を『第一は、日本の降伏は目に見えていたので原爆を使う必要がなかった。第二に、使用すれば世界からの批判が懸念された』としている[26]。可能な限り多くの裏付け情報源を調べたとされる歴史家のバートン・バーンスタインは、恐らくアイゼンハワーは原爆投下前に反対をしたことはなく、これはアイゼンハワーが自身を道徳的な軍人であるように見せるための主張であり、その記憶とすることは事実ではなかった可能性が高いと結論づけている[27]。実際に、アイゼンハワーが大統領の時代に核抑止論に基づきアメリカに大量の戦略核兵器が配備されていっている[27]。なお、アイゼンハワーは大統領任期中の1953年に、自身の政権下で被爆地広島に原子力発電所を造る案が浮上した際に「原爆を投下したことへの罪悪感を示すことになる」という理由で反対している[28]。（詳細はドワイト・D・アイゼンハワー#広島とその原爆投下反対に関する問題を参照。）日本への原爆投下が民主党政権下で行われたため、アイゼンハワーの他にも退役後に共和党派であることを明らかにした将軍ら（マッカーサーも含む。）は、しばしば戦後になってから実は自分は原爆投下に反対だったと主張している。当時の政治状況からこのような形になったものだが、ウェラースタインによれば、現在の米国では、一般に共和党員とくに軍関係者が過去を振り返って当時の原爆投下に賛成で、リベラル派は原爆投下を過ちあるいは戦争犯罪の中間にあるものと見ているため、この点は米国民にもよく混乱を招くとしている[27]。以下の政府・軍の高官が自身は原爆投下に当時反対したと後に主張しているが、マッカーサー、リーヒ、マクロイ等を含む高官らが実際に当時反対したという実質的な証拠は何ら存在しないとされる[29]。

- 大統領主席補佐官で海軍提督だったウィリアム・リーヒは、天皇の地位保全さえ認めれば日本は降伏する用意がある事、東郷茂徳が採った日本がソ連を仲介者とする和平工作を依頼していた事[注釈 4]を意図的に無視したことを批判しており、「アメリカは原爆を投下したことで、中世の虐殺にまみれた暗黒時代の倫理基準を採用したことになる。私はこのような戦い方を訓練されていないし、女性・子供を虐殺して戦争に勝ったということはできない」と述べている[30]。またリーヒはトルーマンに対して無条件降伏に固執せず、被害を大きくするべきでは無いと意見していたという[31]。

- ジェームズ・フォレスタル海軍長官、ジョージ・マーシャル陸軍参謀総長、ジョン・マクロイ陸軍次官補も無警告の原爆投下には反対をしていた。海軍作戦本部長のアーネスト・J・キングも反対をしていたとされる[32]。1945年7月12日にシカゴ大学冶金研究所で、原爆の対日使用に関するアンケートがあった。それによると、科学者150人のうちの19人が原爆の軍事利用に反対、108人が日本人に威力を見せた上で降伏の機会を与えるべき（ただし、内69人はそれで降伏されなかった場合の全面的使用を前提としている。）とし、残り15%が最も効果的な形で使用すべきという考えだったという[29]。7月17日にもシラードら科学者たちが連名で原子爆弾使用反対の大統領への請願書 (シラードの請願) を提出したが、原爆投下前に大統領に届けられることは無かった[33]。しかし、シラードらは、このプロジェクトの科学者のうちの少数を代表していただけとみる見解もある[29]。レスリー・グローブス陸軍少将らが請願書を手元に置き、大統領には届かないように妨害したともいう。[要出典]

- ジョセフ・グルー国務次官とジョン・マクロイ陸軍次官補は、天皇による統治（国体護持）の保証があれば日本に降伏する用意があることを知っており、ソ連に対する威嚇のために原爆投下を強行に主張するバーンズと正反対の路線であった。マクロイはトルーマンに、日本への原子爆弾投下という暗黙の脅しと国体護持の保証をセットにした降伏条件を提示するよう助言した。そうすれば、日本への本土侵攻を回避するために原爆投下が必要になったとき、アメリカが道徳的に優位に立てると主張したのである。しかし、マンハッタン計画の責任者の一人だったバーンズ国務長官はポツダム会談に向かう船の中で、マクロイの助言を無視するようトルーマンを説得した。タフツ大学の歴史家マーティン・シャーウィンは「トルーマン大統領がジョセフ・グルーの助言を受けていれば、アメリカ軍兵士と日本人の犠牲者の数は大幅に削減されたことであろう」と語っている。グルーは、皇室維持条項を含む最後通告を1945年5月の段階で発していたなら、日本は6月か7月に降伏していたので原爆投下は必要なかったと述べている[34]。

- 映画監督のオリバー・ストーンは、トルーマン政権内では多くの軍幹部が空襲を受けて疲弊し、降伏寸前だった日本に原爆を使っても意味が無いと進言していたが、それでも耳を貸さなかったのは、対日参戦へと動いていたソビエト連邦を牽制するためでは無かったのかと批判している[注釈 5]。

オリバー・ストーンと共に『オリバー・ストーンが語るもうひとつのアメリカ史』を手掛けたピーター・カズニック歴史学教授によると、年配の世代の人たちはトルーマン大統領は英雄だったと信じているのは「原爆投下によって、戦争を早く終わらせ、100万人のアメリカ兵の生命が救われた」という「原爆神話」を信じているためであり、同教授が講演で第二次世界大戦当時の7人のアメリカ軍最高幹部のうちの6人までが原爆投下は不要か道徳的ではないと言っていたと話すと、これを聞いた退役軍人らは衝撃を受けると述べた。またカズニックは前述のウィリアム・リーヒ同様に、トルーマンが日本がソ連に和平仲介したことを意図的に無視したことを批判している。広島・長崎に原爆を投下した真の狙いはソ連が参戦する前に日本の降伏を促すため、またソ連に対して「第二次世界大戦後のアメリカの勢力圏を守るという時にはアメリカは歴史上最も残虐な行為も厭わないということ」を警告するためであり、原爆が勝利をもたらしたというのは「神話」であり実際にはソ連対日参戦が日本が降伏する決定打だったと主張している。2016年に、カズニックはストーンとともにロサンゼルス・タイムズに「広島への原爆投下は世界を変えたが、戦争を終結させてはいない」という記事を寄稿した。その内容は「トルーマンはソ連の侵攻により日本の敗戦が決定的になることを理解していたが原爆の投下を決断した」という内容である。
- トルーマン政権時代の外交政策・核政策を専門とするスタンフォード大学の歴史学部のバートン・バーンスタイン教授は「太平洋戦争末期の広島・長崎への原爆投下は日本の降伏を早めたり、アメリカ軍兵士の犠牲を回避するのが目的で決断された訳では無い」という内容の論文を1995年に掲載しており、日本に懲罰を加えることが原爆投下の本来の目的の1つだったと説明している。また同教授は被爆したアメリカ兵捕虜について扱っている。原爆投下の直前、アメリカはイギリス情報部から「広島にアメリカ人捕虜がいる」と通告を受けていたがこれを無視され、アメリカ戦略空軍司令部の極秘電報（45年7月30日付）によると同司令部は長崎にはアメリカ人捕虜収容所があることを確認、ワシントンに打電されたが、投下は強行された。結局、長崎の原爆は目標を少しずれたため、約1400人のアメリカ人捕虜は助かった。長崎市の俘虜収容所第14分所に収容された捕虜たちは、三菱重工長崎造船所で働かされ、第14分所は敗戦時、オランダ人152人、オーストラリア人24人、イギリス人19人の195人を収容し、原爆で8人が死亡した[38]。アメリカ合衆国連邦政府が被爆死したアメリカ軍兵士の捕虜の事を秘密にしていた理由について、同教授は「アメリカ国民の大半が支持した原爆投下でアメリカ兵が殺されていたとなれば、世論は批判に変わり、第二次大戦直後の冷戦激化の中での核戦略に重要な影響をもたらす、と懸念したからではないか」と語り、「一般市民はもちろん、味方の軍人まで犠牲にしても平気な“戦争の狂気”を告発したい」と述べている[39]。同教授は「政府はある時点から認めるようになりましたが名前は公表していません、政府は自分にとって不都合なことは公表しないものです」と取材に電話で応じている[40]。実は捕虜以外にもアメリカ国籍の被爆者はいる。戦前期の広島県が「移民県」であったことを背景に、被爆当時の広島市には開戦以前に親戚への訪問や日本国内への進学を理由として来広し、開戦によりそのまま帰米不能となった多数の日系アメリカ人が被爆した[41]。

- 1997年、歴史家でアメリカ原子力制御委員会主席J・サミュエル・ウォーカー（英語版）は『原爆投下とトルーマン』を発表[42]、「この数年公開された外交文書と当時のアメリカ政府高官の日記の詳細な分析により、なぜアメリカが原爆を使用したかが増々明確になってきた。日本本土侵攻を避ける為にも早期終戦にも原爆は必要なかったこと、原爆以外の容易な外交的手段がありトルーマンはそれを知っていたこと、原爆はアメリカの若者50万人の命を救ったというこけの生えた主張に全く根拠がない、という点で我々研究者達の意見は一致した」とも発言している。

- 森林学者のフロイド・シュモーは原爆投下のニュースを聴きナチス・ドイツのユダヤ人虐殺にも匹敵する蛮行であると怒り悲しみ、トルーマンに抗議電報を打った。被災者のための家屋建設支援についてはその日の内に決断し、1口1ドルの寄付を募り米国各地を回り始めた[43]。

- 1945年8月9日にアメリカ・キリスト教会連盟の抗議があり、「多くのキリスト教徒は、日本の都市に対する原子爆弾の使用に深く心を痛めております。なぜなら、原爆の使用は必然的に無差別破壊をもたらし、人類の未来にとって極めて危険な前例となるからです。連盟会長オクスナム主教と同連盟の恒久的平和委員委員長ジョン・F・ダレスは、報道向けの声明を準備しており、明日、次のことを強く主張するつもりです。原爆は人類に託されたものと見なすべきであり、日本国民に対して新型爆弾に関する事実を確認させ、降伏条件の受諾に十分な機会と時間が与えられるべきであること[注釈 7]。そして、日本国民にこれ以上の原爆による破壊がもたされる前に、日本が最後通牒について考え直す十分な機会が与えられることを謹んで要請致します。」とトルーマンに抗議の電報を打った[注釈 8]。アメリカ・キリスト教会連盟の原爆投下抗議の電報に対し、8月11日にトルーマンは「8月9日付の電報を頂き感謝いたします。私ほど原爆の使用に心を痛めている人間はいません。しかし、私は日本の宣戦布告なき真珠湾攻撃と戦争捕虜の虐殺にも非常に心を痛めました。日本人が理解する唯一の言葉というのは、私たちが日本人に対して原爆投下をすることのように思えます。獣（Beast）と接するときは、それを獣として扱わなければなりません。非常に残念なことでありますが、それが真実です。」と返答した[44]。

- 渡邉恒雄は中央公論 2006年10月号に掲載された『なぜ、今、戦争責任の検証か』において、トルーマンは原爆投下がもたらす非戦闘員に対する非人間的な残酷さへの想像力が欠如していたのではないかと述べている。しかし、ポツダム会談の時期にトルーマンが書き残していた日記には、たとえ日本人がどんなに暴虐でも原爆で攻撃するのは残酷であるから、婦女子の被害を避けるため原爆攻撃目標は軍事拠点に限定し、東京と京都は目標から除くようスティムソン陸軍長官に指示したことが述べられていた。

- 1945年10月、ホワイトハウスに呼ばれたロバート・オッペンハイマーが「大統領、私は自分の手が血塗られているように感じます」と語り、トルーマンは「私は彼に、血塗られているのは私の手なのだから、私に任せるように言った」だが、トルーマンはオッペンハイマーの対応に激怒しており、「二度とあいつを呼ぶな」と命令した。[45]

### トルーマン政権と軍との攻防
トルーマンは広島への原爆投下について1958年のCBSのインタビューで「まったく心が痛まなかった」と語り、公式的な場でも原爆投下を正当化し続けていた。だが、トルーマンは原爆投下直後に深い後悔の念を抱いていたこと、トルーマン自身が一般市民を犠牲にする行為に反対していたこと、トルーマン政権と軍の間に知られざる攻防があったことが近年明らかになった。
原爆による最大の破壊効果を得るために選ばれたのは東京湾から佐世保までの17か所であったが、その中でも広島と京都が有力候補に上がっており、「マンハッタン計画」で原爆計画の責任者を務めていたレスリー・グローブス准将は京都を推した。グローブスは「京都は外せなかった。最初の原爆は破壊効果が隅々まで行き渡る都市に落としたかった」と述べていた。しかし、陸軍長官のヘンリー・スティムソンはかつて京都を2度訪問し、文化的・宗教的重要性から日本人の対米感を決定的に悪化させ、戦後政策に重大な影響を及ぼすことを認識していたためこの案を却下した。一方、グローブスの同意する目標選定委員会の報告書では、京都が百万の人口を持つ工業都市であること、付近の諸都市が破壊されるにつれて多数の避難民と罹災工業が流れ込みつつあること、サイズ的にも原爆の威力を知るに格好であることを指摘していた。グローブスは、反対するスティムソンにはまず京都が人口百万人の大都市であること、それほどの都市であれば大工場はなくとも巨大な戦時作業に従事していると考えるべきだと主張したとする。しかし、京都への投下は国益を損なうと考えていたスティムソンはグローブスの提案を認めようとはしなかった。グローブスは、スティムソンが訪問したことのある京都の古代文化に心を打たれたためと考えている。
1945年7月16日、ニューメキシコ州で世界初の原爆実験が成功した。一方で日本では既に多くの都市が空襲で焼け野原となり降伏は間近と見られ、グローブスは戦争が終わる前に原爆を使わなければならないと考えた。原爆実験から5日後、スティムソンに部下から緊急の電報が届き、軍は京都への原爆投下をまだ諦めていなかった。スティムソンはトルーマンに報告し京都を外すよう求め、トルーマン自身は7月25日の日記に「この兵器は今から8月10日の間に日本に対して使う予定になっている。私は陸軍省長官のスティムソン氏に、使用に際しては軍事目標物、兵隊や水兵などを目標とし、女性や子供を目標としないようにと言っておいた。いかに日本が野蛮、冷酷、無慈悲かつ狂信的とはいえ、世界の人々の幸福を推進するリーダーたる我々が、この恐るべき爆弾を日本の古都や新都に対して落とすわけにはいかないのだ。この点で私とスティムソンは完全に一致している。目標は純粋に軍事物に限られる。」と記していた。
しかし、トルーマンの元に軍から届いた新たな投下目標を記した報告書の最初に挙げられていたのは広島で、目標選定を行っていたグローブスたちが意図的に騙すために報告書には「広島は日本有数の港と軍事物資の供給基地など軍の大規模施設が集まる陸軍都市である」と述べられていた。トルーマンは広島に原爆を投下しても一般市民の犠牲はほとんどないと思い込んでしまい、結局、トルーマンが投下目標から広島・小倉・新潟と新たに加わった長崎を外すことはなかった。
1945年7月25日、「最初の原爆を広島・小倉・新潟・長崎のうちの1つに投下せよ。2発目以降は準備が出来次第投下せよ」とグローブスが起草した原爆投下指令書が発令された。1945年8月6日深夜1時45分に部隊はテニアン島を離陸した。そして午前8時15分（日本時間）に広島に原爆が投下された。ポツダム会談の帰り道にトルーマンは大西洋の船上と船中で演説を開始し、「先ほどアメリカ軍は日本の軍事拠点ヒロシマに1発の爆弾を投下した。原子爆弾がこの戦争を引き起こした敵の上に解き放たれたのだ」とあくまでも軍事目標に落としたと強調した。一方ワシントンで報告を受けたグローブスは、原爆を開発した科学者に電話し、「君たちを誇りに思う」と労った。
8月8日にトルーマンがワシントンに戻った直後、スティムソンはトルーマンの元を訪ねた。そして広島の被害を捉えた写真を見せ、トルーマンは「こんな破壊行為をしてしまった責任は大統領の私にある。」と述べている。しかし、動き始めた軍の作戦は止まることなく暴走し、アメリカ時間の同日（日本時間では翌日）には長崎に原爆が投下された。トルーマンは友人である民主党のリチャード・ラッセル上院議員に送った手紙に、「個人的には一国の指導者の“強情”のために集団を全滅させる必要性があるのか、明らかに後悔している」と心境を吐露していた。また、「1つ言っておくが、私は原爆が全体に必要で無い限り使用しない」と日本を降伏させるためにやむを得ない措置であることを強調した。さらに「ソ連が戦争に介入すれば、日本は非常に短期間で降伏するだろう」とも記していた。トルーマンは「私の目的は、できるだけ多くの米国人の命を救うこと」とする一方、日本に対しては「日本の男性と子供たちには人間として同情を感じている」「私は日本が非常に残酷で野蛮な戦争国家だと知っている。だが、我々も彼らと同じように行動しなければならないとは思わない」と複雑な心境を抱いていることを明かしている。書簡を送られたラッセル議員は原爆投下2日前の8月7日にトルーマンに、「もし我々が、（日本を無条件降伏させるのに）十分な数の原爆を保有していないなら、原爆が出来上がるまで、TNT爆弾でも焼夷弾で攻撃を続ける必要がある」などと、日本への徹底的な攻撃を促す電報を送っていた。
8月10日にトルーマンは全閣僚を集め、これ以上の原爆投下を中止する決断を伝え、この場で「新たに10万人、特に子どもたちを殺すのは考えただけでも恐ろしい」と発言し、「大統領の許可無しに今後の使用は停止される」と決定した。
トルーマンはその事実を覆い隠そうとし、長崎への原爆投下の24時間後に国民に向けたラジオ演説で「戦争を早く終わらせ多くのアメリカ兵の命を救うため原爆投下を決断した」と用意されていた原稿には無かった文言が加えられた。研究者はこの言葉が、市民の上に投下した責任を追及されないよう後付けで考えられたものだと指摘する。スティーブンス工科大学アレックス・ウェラースタイン准教授は「トルーマンは軍の最高司令官として投下の責任を感じていました。例え非道な行為でも投下する理由があったというのは大統領にとって都合の良い理屈でした。この時命を救うために原爆を使ったという物語が生まれました。世論を操作するため演出されたのです」と述べている。
スティムソンは原爆投下に対する批判を抑えるために、「原爆投下によって戦争を早く終わらせ、100万人のアメリカ兵の生命が救われた」と表明した（1947年2月）。
トルーマンの孫のクリフトン・トルーマン・ダニエルは韓国聯合ニュースのインタビューに対し、「祖父のトルーマン大統領は広島と長崎の原爆被害の惨状に大きな衝撃を受け、このために朝鮮戦争時に原爆を使用しなかった」と証言している。トルーマンは朝鮮戦争では「原爆使用の可能性を排除しない。」との構えを見せながらも、記者会見では「原爆は恐ろしい兵器であり、（北朝鮮の）侵略に関係のない無実の人びとや女性、子供に対して使用すべきではない。」と述べて、中国に対する原爆使用を主張したマッカーサー国連軍司令官を解任した。1962年にある教授がトルーマンに「大統領として何か悔いることがありますか。」との質問に、「もちろん原爆だ。」と答え、「原爆投下の悪夢にうなされ続けており、大きな失敗を犯したと思っているが、原爆投下の決定を公に取り消すわけにはいかないので、それを抱えて生きるしかない。」と述懐した。

## 家族

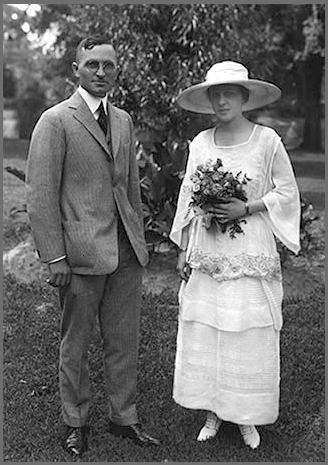
結婚式にて（1919年6月28日撮影）

1919年6月に結婚した妻のベスの間には、1924年2月に誕生した娘のマーガレット・トルーマンがいる。1956年4月にマーガレットは長じてクリフトン・ダニエルと結婚し、クリフトン・トルーマン・ダニエル（1957年6月 - ）ら4人の子供をもうけた。2012年8月にクリフトンはトルーマンの孫として来日し、同4日に広島市平和記念公園の原爆死没者慰霊碑に献花した。
- Robert H. Ferrell(ed.), Dear Bess: the Letters from Harry to Bess Truman, 1910-1959. (Norton, 1983).

### その他の家族・親族
- ジョン・ヴィヴィアン・トルーマン（1886年4月 - 1965年7月[52]） - 長兄。
- メリー・ジェーン・トルーマン（1889年 - 1978年[53]）- 妹。

## ミドルネーム

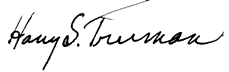
トルーマンのサイン

トルーマンはミドルネームではなくイニシャルだけを持っていた。フル・スペルのミドルネームの代わりにイニシャルだけを付けることはミズーリを含む南部の州でしばしば行われていたという。トルーマンは、イニシャルが彼の祖父のアンダーソン・シップ・トルーマンとソロモン・ヤングの名前の折衷であると語った。彼は「S」はイニシャルではなく「エス」というミドルネームだとジョークを言い、それにはピリオドを付けないのだとしたが、全ての公文書と彼の大統領図書館もピリオドの付いた名前を使用している。ハリー・S・トルーマン図書館はトルーマンの生涯を通じての様々な場面で、彼が「S」の後にピリオドを付けた署名を行った多数の明白な例が存在すると公に述べている。

## その他

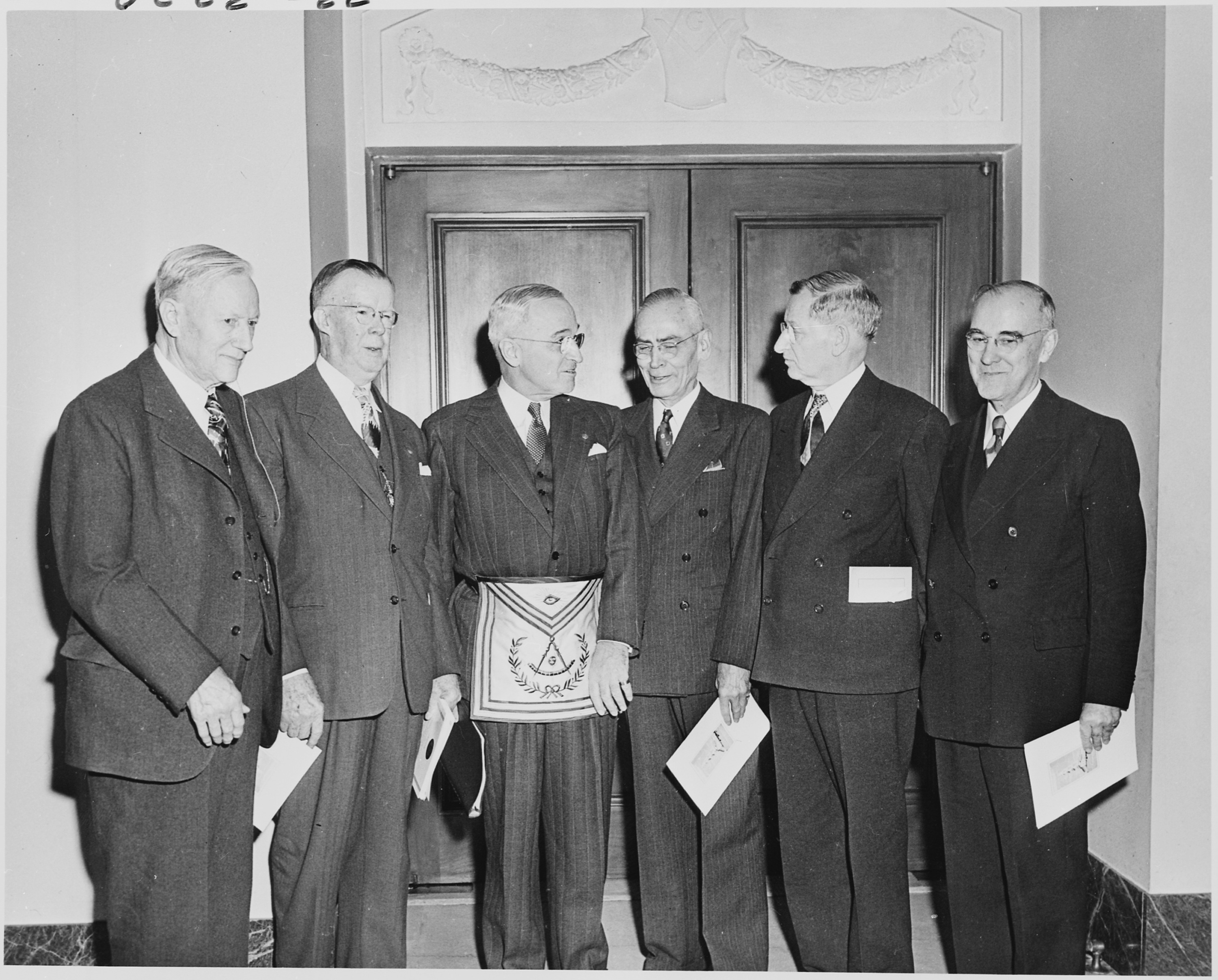
フリーメイソンのエプロンを着けたトルーマン（左から3人目）

- 1909年2月9日にミズーリ州のベルトン・ロッジNo.450 (Belton Lodge No.450) でフリーメイソンに入会[54]。
- トルーマンは「ザ・バック・ストップス・ヒア」（直訳は「バック（ポーカーで用いられる親の印）はここで止まる」、意味は「ここが終点だ＝ここが決定の場だ」）という言葉を好み、執務室の机にこの言葉を記した置物を置いていた。
- 身長は5フィート9インチ（約175センチメートル）だった[55]。

## 著作（日本語訳）
- 『トルーマン回顧録』（全2巻、堀江芳孝訳、恒文社、1966年、再版1973年、新装版1992年）

(新装版 ISBN 4-7704-0752-1 2巻とも同じ、分売不可となっている）
「MEMOIRS BY HARRY S. TRUMAN Year of Decisions」
「MEMOIRS BY HARRY S. TRUMAN Years of Trial and Hope」